# Eric Antonis
Eric Antonis (Turnhout, 6 juli 1941 – Antwerpen, 13 november 2014) was een Vlaams cultuurpromotor en politicus.

## Biografie[bron?]
Eric Antonis slaagde in de propedeuse wetenschappen aan de Universiteit Utrecht (1961), maar schakelde een jaar later over naar de UGent waar hij geschiedenis en rechten studeerde; hij behaalde er de diploma's van kandidaat in de rechten (1965), licentiaat geschiedenis (1966) en geaggregeerde hoger secundair onderwijs geschiedenis (1969). In 1969 behaalde hij de akte van bibliothecaris en in 1971 werd hij gegradueerde in de bibliotheekwetenschappen (Provinciale leergangen Brussel).
Antonis begon zijn loopbaan in 1967-1968 als leraar geschiedenis, eerst in het Koninklijk Atheneum Heist-op-den-Berg en dan in "Het Spijker" van de zusters ursulinen in Hoogstraten. Van 1968 tot 1972 werkte hij als bestuurssecretaris op het kabinet van toenmalig minister van Nederlandse Cultuur Frans Van Mechelen (CVP).
Hij maakte naam als directeur-cultuurconsulent van het Cultureel Centrum De Warande in Turnhout (1972 tot maart 1988). Tussendoor werd hij van juli 1978 tot 31 december 1979 gedetacheerd bij het kabinet van minister van Nederlandse Cultuur Rika De Backer (CVP) als projectverantwoordelijke voor het Internationaal Jaar van het Kind.
Van mei 1988 tot mei 1990 was hij directeur van Het Zuidelijk Toneel in Eindhoven.
In het voorjaar van 1990 werd hij door de Antwerpse burgemeester Bob Cools gevraagd als intendant van het ambitieuze project Antwerpen '93 Culturele hoofdstad van Europa, dat hij na een omstreden start (met een experimenteel "horizontaal" vuurwerk) in goede banen leidde tot 1994.
Bij de gemeenteraadsverkiezingen van 1994 kreeg hij als onafhankelijke een plaats op de lijst Antwerpen '94, een kartel tussen CVP en Volksunie. Antonis werd op 1 januari 1995 schepen van cultuur, bibliotheken en monumentenzorg van de stad Antwerpen, en bleef dit ook na de verkiezingen van 2000, tot hij op 22 juni 2004 met pensioen ging.
Als schepen van cultuur kreeg Antonis veel waardering als promotor van het stadsfestival Zomer van Antwerpen (waar hij de reuzen van Royal de Luxe introduceerde) en als initiatiefnemer tot de bouw van het MAS of Museum aan de Stroom (geopend in 2011), de Permekebibliotheek, het Felixarchief (de nieuwe locatie van het Stadsarchief in een fraai gerestaureerd pakhuis), de fusie van de Koninklijke Nederlandse Schouwburg en de Blauwe Maandag Compagnie tot Het Toneelhuis en de omvorming van het Koninklijk Jeugdtheater tot HETPALEIS.
In 2009 werd hem de Prijs voor Algemene Culturele Verdienste uitgereikt.
Daarnaast werd hij Chevalier de l'Ordre des Arts et des Lettres (Frankrijk) en kreeg hij de Cultuurprijs van de Provincie Antwerpen, de Prijs van de Vlaamse Gemeenschap voor Architectuur, de Prijs van de Vlaamse Gemeenschap voor Cultuur (naar aanleiding van het intendantschap Antwerpen '93), en de Nestorprijs van de Stad Herentals.
Eric Antonis werd bijgezet op het Erepark van de Antwerpse begraafplaats Schoonselhof, en hij kreeg een straatnaam in de Regattawijk in Antwerpen-Linkeroever.
- International Standard Name Identifier: 0000 0000 2475 2072
- Library of Congress Control Number: n84114182
- Nationale Bibliotheek van Tsjechië: xx0268915
- Nederlandse Thesaurus van Auteursnamen: 073943371
- Système universitaire de documentation: 245147136
- Virtual International Authority File: 35856028
- WorldCat: E39PBJgCJdX4WtVd3Bmmyg9dQq